# Delete Yourself!
Delete Yourself! è il primo album della band tedesca Atari Teenage Riot. Il lavoro mostra un'ampia varietà di stili musicali, dal rave, al jungle al punk. Inizialmente chiamato 1995, è stato in seguito ripubblicato con un nuovo titolo ed una nuova copertina.
La canzone Speed è stata usata nel film del 2006 The Fast and the Furious: Tokyo Drift. Hetzjagd Auf Nazis! era in origine un brano dell'EP solista di Alec Empire SuEcide Pt.2: in questo album c'è una versione live cantata dalla band, l'originale sarà inserita nel greatest hits Atari Teenage Riot: 1992-2000.

## Tracce
1. Start the Riot – 3:40
2. Into the Death – 3:26
3. Raverbashing – 3:27
4. Speed – 2:48
5. Sex – 3:33
6. Midijunkies – 5:15
7. Delete Yourself! You Got No Chance To Win! (live in Glasgow 17.10.1993) – 4:37
8. Hetzjagd Auf Nazis! (live in Berlin 25.2.1994) – 5:16
9. Cyberpunks Are Dead! – 3:36
10. Kids Are United! – 3:36
11. Atari Teenage Riot – 3:38
12. Riot 1995 – 4:01